# Xenylla xavieri
Xenylla xavieri är en urinsektsart som beskrevs av da Gama 1959. Xenylla xavieri ingår i släktet Xenylla och familjen Hypogastruridae. Arten är reproducerande i Sverige. Inga underarter finns listade i Catalogue of Life.